# Kurt Eimann
Kurt Erich Walter Eimann (* 28. Juli 1899 in Görlitz; † 7. August 1980 in Wolfsburg) war ein deutscher SS-Obersturmbannführer, der 1968 wegen gemeinschaftlichen Mordes als Kriegsverbrecher verurteilt wurde.

## Leben
Kurt Eimann war Sohn eines Stellmachers. Von 1905 bis 1913 besuchte er Volksschulen in Görlitz und Leschwitz. Wegen der angespannten wirtschaftlichen Verhältnisse der Familie war es ihm verwehrt, einen Beruf zu erlernen. Er musste nach seiner Schulentlassung durch seine als Bote und später als Fabrikarbeiter erzielten Einkünfte zum Familienunterhalt beitragen.
Als 18-Jähriger wurde er als Kanonier zum Kriegsdienst herangezogen und ab Februar 1918 im Fronteinsatz in Frankreich verwendet. Er überstand den Ersten Weltkrieg ohne Verwundung. Nach Kriegsende beteiligte er sich am militärischen Freikorpseinsatz im Baltikum. 1920 stellte er sich zum Dienst in der Reichswehr zur Verfügung, aus der er im Jahre 1930 als Wachtmeister entlassen wurde. Im Anschluss an eine kurzzeitige Tätigkeit als Heeresangestellter trat er 1932 in den Justizdienst im Oberlandesgerichtsbezirk Breslau ein. Er wurde ab 1934 als Justizsekretär beim Amtsgericht Sagan beschäftigt.
Eimann trat zum 1. Dezember 1932 in die NSDAP (Mitgliedsnummer 1.418.880), SA und SS (SS-Nummer 57.319) ein.
Am 20. April 1934 erhielt Eimann seine Beförderung zum SS-Sturmführer und wurde zunächst der 70. SS-Standarte in Liegnitz zugeteilt und wurde am 15. September 1935 zum Obersturmführer ernannt. Seine nächste Regelbeförderung erhielt Eimann am 20. April 1936 in der Allgemeinen SS, als er dort zum SS-Hauptsturmführer ernannt wurde. Nach der „Dienstaltersliste der SS“ vom 1. Dezember 1938 war er als Obersturmbannführer (seit dem 11. September 1938) im Stab des SS-Abschnittes XXVI eingesetzt. Am 1. Januar 1939 übernahm Kurt Eimann die Führung der 36. SS-Standarte in Danzig und stand ihr bis Mai 1945 als Kommandeur vor.
Am 3. Juli 1939 gründete sein Vorgesetzter, SS-Brigadeführer Johannes Schäfer, eine Sondereinheit des Sicherheitsdienstes der SS mit der Bezeichnung „SS-Wachsturmbann Eimann“. Diese Einheit galt offiziell als bewaffneter Reservesturmbann der Danziger SS-Standarte und trug die Bezeichnung „Verstärkte SS-Polizeireserve für Sonderaufgaben“. Zum Stab dieser neuen Einheit gehörte auch SS-Sturmbannführer Max Pauly, nachmals Kommandant in Stutthof und im KZ Neuengamme. Der „SS-Wachsturmbann Eimann“ sollte die bestehenden Polizeikräfte bei einer geplanten „Aktion Tannenberg“ unterstützen, um zu gegebener Zeit die „polnischen Elemente“ der Freien Stadt Danzig zu liquidieren.

### Zweiter Weltkrieg
Unmittelbar nach dem Beginn des deutschen Überfalls auf Polen wurde ein Zivilgefangenenlager in Stutthof eingerichtet. Es wurde vom „Wachsturmbann Eimann“ bewacht, das ab November 1939 dem Höheren SS- und Polizeiführer Richard Hildebrandt unterstellt war. Während im Deutschen Reich noch die organisatorischen Vorbereitungen der Euthanasiemorde anliefen, erschossen Angehörige des „SS-Wachsturmbann Eimann“ ab Ende September bis Dezember 1939 etwa 2000 Patienten der polnischen Heilanstalt Kocborowo (Conradstein). Weitere 1400 behinderte deutsche Pfleglinge wurden aus pommerschen Pflegeanstalten nach Neustadt in Westpreußen transportiert und in einem Waldgelände von Piasnitz erschossen. Ein polnisches Arbeitskommando, das aus Häftlingen des Lagers Stutthof bestand und die Toten begraben musste, wurde anschließend ebenfalls umgebracht. Kurt Eimann beteiligte sich dabei aktiv an der Ermordung, in dem er das erste Opfer persönlich erschoss, um – wie er später sagte – „seinen Männern ein Vorbild zu sein“.
Auch in anderen polnischen Anstalten im annektierten Gebiet, den neugebildeten Gauen Wartheland und Danzig-Westpreußen, wurden behinderte Personen in örtlichen Pflegeanstalten erschossen. An diesen Morden waren neben der Einheit Eimanns auch Angehörige des Volksdeutschen Selbstschutzes und Einsatzkommandos beteiligt.
Ab 1940 wurde Kurt Eimann im Rahmen der SS-Totenkopfdivision und somit der Waffen-SS an verschiedenen Kriegsschauplätzen der Westfront eingesetzt. Auch übernahm er eine Einheit sowohl in der 11. als auch der 15. verstärkten Totenkopfstandarte. Am 20. November 1941 wurde Eimann zur SS-Standortkommandantur Lublin abgeordnet. Am 30. Januar 1943 erhielt er in der Allgemeinen SS seine Regelbeförderung zum SS-Obersturmbannführer. In der Waffen-SS jedoch war Kurt Eimann 1943/44 als SS-Sturmbannführer der Reserve dem II. SS-Panzerkorps zugeordnet.

### Nachkriegszeit
Nach Verlegung seiner Einheit erlebte Eimann im Frühjahr 1945 den Rückzug der deutschen Verbände in Ungarn. Er wurde bei Linz von sowjetischen Truppen gefangen genommen. Nach seiner Flucht geriet er in amerikanische Kriegsgefangenschaft. Auch hier gelang es ihm zu fliehen. Er begab sich danach freiwillig in den Gewahrsam englischer Besatzungstruppen. 1946 wurde er aus der Gefangenschaft entlassen. Er arbeitete nunmehr in der Nähe von Bremen und ab 1947 in Misburg bei Hannover als Bauhilfsarbeiter. Etwa 1950/51 nahm er einen ambulanten Handel mit Waschmitteln auf. 
Der Prozess gegen Eimann begann 1967 vor dem Schwurgericht Hannover. Damals wohnte er in Misburg bei Hannover und war als Händler tätig.  Die Ermittlungen hatten sich auch gegen seinen ehemaligen direkten Vorgesetzten George Ebrecht gerichtet, der jedoch als verhandlungsunfähig eingestuft wurde.
Am 20. Dezember 1968 wurde Kurt Eimann vom Landgericht Hannover wegen gemeinschaftlichen Mordes an mindestens 1200 Menschen zu vier Jahren Haft verurteilt und zwei Jahre später aus der Haft entlassen.